# American spotted paso
American Spotted Paso är en nyutvecklad hästras som avlats fram i USA genom att korsa peruanska pasohästar med andra skäckfärgade hästar. Målet är en häst som har samma energi och utseende som den peruanska pason, samt dess unika extra gångart. Hästarna visar även upp en tydligt, fläckig hårrem. American spotted paso har ännu inte fått status som en egen hästras utan räknas fortfarande som hybrid. En spotted paso kan även registreras i föreningen för Spotted saddle horse. Idag används hästarna främst som ridhästar inom showridning, uppvisningar och till turridningar. 

## Historia
American Spotted Paso började avlas för att få fram en ras som visade upp den unika, fyrtaktiga gångarten Paso, samtidigt som den har en skäckfärgad hårrem, som inte är tillåten hos den ursprungliga peruanska pasohästen. Aveln startades med en helt svartfärgad hingst som kallades Janchovilla. Man lät honom betäcka olika skäckfärgade ston. Ca 75% av alla föl som föddes var skäckfärgade och nästan alla visade upp den unika gångarten Paso. Meddessa hästar satte man standarden för att fortsätta avla fram denna typ av häst. 
Idag delas registret in i två delar med en A-hjord och en B-hjord. A-hästarna har minst 75% peruansk paso i sig, medan B-hästarna har en fördelning på 50-74% peruanskt blod. Alla hästar måste dock ha minst 50% Peruansk paso i sig för att få registreras. Hästarna kan även registreras i flera andra föreningar som föreningen för Spotted saddle horse, och även i den amerikanska Pinto-föreningen där alla olika sorters skäckfärgade hästar får registreras. 
Målet för föreningen är att man ska kunna stänga stamboken och renavla hästarna så småningom utan att fortsätta blanda in peruansk paso eller pintohästar. Det är då önskvärt att spotted paso-hästarna ska ha mellan 30 och 65% pasoblod i sig, medan man ändå bihåller skäckfärgen. 

## Egenskaper
För att få registreras i ASPR (American Spotted Paso Registry) måste hästen genomgå ett test där man kontrollerar att hästen kan framföra paso-gångarten. Hästen måste även vara tydligt skäckfärgad och ha minst en förälder som är registrerad som en Peruansk pasohäst. Andra raser kan vara accepterade så länge de innehar gångarten och är registrerade i föreningar för dessa raser. 
Några av de egenskaper som man sätter störst värde på är den karisma eller eldighet som återfinns hos den peruanska pason. I sydamerika kallar man detta "brio", spanska för glöd. Men hästarna ska ändå vara lätthanterliga och med ett lugnt temperament. Hästarna är ganska lätta med slanka drag, en kort rygg och ett smalt, lite avlångt huvud. Hästarna används främst som ridhästar, inom showridning, turridning eller inom distansritt.  Då paso-gångarten är väldigt bekväm och innebär att ryttaren kan sitta ganska still i sadeln så har hästar som spotted paso blivit populära som terapihästar, då även rörelsehindrade kan rida dessa hästar bekvämt. 